# Marek Bliziński
Marek Bliziński (nacido el 22 de marzo de 1947 en Varsovia – fallecido el 17 de marzo de 1989 en Varsovia, Polonia) - Fue un guitarrista y compositor de jazz polaco. Tocó con Michał Urbaniak, Wojciech Karolak y Zbigniew Namysłowski.
Marek Bliziński fue el primer guitarrista de jazz polaco de fama mundial. Estilísticamente pertenecía a la corriente principal del jazz, continuando la tradición de guitarra eléctrica de Charlie Christian y representado posteriormente por músicos como Kenny Burrell, Barney Kessel, Wes Montgomery, Jim Hall, Joe Pass, Pat Metheny y John Scofield.

## Discografía selecta
- Bemowe Frazy (1974, Bemibem)
- Question Mark (1978, Janusz Muniak Quartet)
- Flyin' Lady (1978, Jan Ptaszyn Wróblewski)
- The Wave (1979, trio)
- Z Lotu Ptaka (1980)
- Dla ciebie jestem sobą (1987, Poljazz PSJ 140, duo with Ewa Bem)
- Constellation (1988, Ryszard Szeremeta)